# Kanton Sigoulès
Kanton Sigoulès (francouzsky Canton de Sigoulès) je francouzský kanton v departementu Dordogne v regionu Akvitánie. Tvoří ho 15 obcí.

## Obce kantonu
- Cunèges
- Flaugeac
- Gageac-et-Rouillac
- Gardonne
- Lamonzie-Saint-Martin
- Mescoules
- Monbazillac
- Monestier
- Pomport
- Razac-de-Saussignac
- Ribagnac
- Rouffignac-de-Sigoulès
- Saussignac
- Sigoulès
- Thénac